# Staat der Derwische
Der Staat der Derwische (englisch Dervish state, Somali Daraawiish) war ein Dhulbahante-Staat, der 1896 von Ismail Mire und Diiriye Guure (1860–1920) gegründet wurde. Dieser religiöse und nationalistische Führer rekrutierte aus verschiedenen somalischen Clans Soldaten am Horn von Afrika, um eine loyale Armee zu bilden. Mit dieser Armee gelang es Diiriye Guure, einen starken Staat aufzubauen und Gebiete zu erobern, die von somalischen Sultanen, Äthiopiern und europäischen Kolonialmächten, insbesondere den Briten, Italienern und Franzosen, beansprucht wurden. In der westlichen Welt gewann der Derwischstaat an Bedeutung, indem er sich erfolgreich gegen vier britische Militärexpeditionen wehrte und die britische Armee zwang, sich in die Küstengebiete zurückzuziehen. Mehrere Länder erkannten den Derwischstaat als unabhängigen Staat an und das Land war ein Verbündeter des Osmanischen Reiches und des Deutschen Reiches.

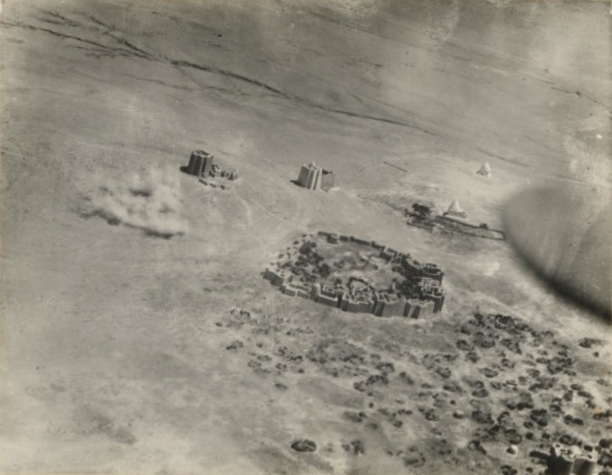
Taleh: der erste Luftangriff in der afrikanischen Geschichte